# Aljaksandra Sasnovič
Aljaksandra Sasnovič, accreditata come Aliaksandra Sasnovich dalla WTA (in bielorusso Аляксандра Сасновіч?; Minsk, 22 marzo 1994), è una tennista bielorussa.
In carriera ha raggiunto la posizione numero 29 in singolare il 19 settembre 2022, mentre in doppio si è arrivata fino al 39º posto il 23 agosto 2021. Vanta cinque finali WTA in singolare, tutte perse. Per quanto riguarda le prove del Grande Slam, ha raggiunto gli ottavi di finale a Wimbledon 2018 e al Roland Garros 2022, mentre in doppio vanta una semifinale allo US Open 2019 un quarto di finale al Roland Garros 2020.

## Biografia
Aljaksandra Sasnovič ha iniziato a giocare a tennis all'età di 8 anni. Attualmente è allenata da Igor Svetlakov e considera il cemento indoor la sua superficie preferita ma si trova bene anche sull'erba. Le piace nuotare e giocare ad hockey.

## Carriera
Nella sua carriera junior ha vinto 74 partite in singolare e ne ha perse 48 riuscendo a vincere due tornei, mentre in doppio ha conquistato 77 vittorie e 40 sconfitte e ha vinto sette tornei. Il 22 agosto, ha raggiunto in singolare la posizione numero 28.
Come professionista ha vinto 11 titoli in singolare e 7 in doppio nel circuito ITF. .
Nei primi quattro mesi del 2013, ha avuto una striscia vincente di 17 partite in singolare.
In Fed Cup ha disputato finora 27 match (17 vittorie e 10 sconfitte, 12-7 in singolare). Ha debuttato nel 2012 nel Group I Europe/Africa Round Robin, dove ha perso da Stefanie Vögele e da Timea Bacsinszky in singolo.
Nel 2015 gioca la prima finale WTA della carriera in quel di Seul, partendo dalle qualificazioni. Nell'ultimo atto, però, soccombe alla testa di serie numero 1 del torneo, Irina-Camelia Begu, per 3–6 1–6.

### 2018: seconda finale WTA e Top 30
Apre il 2018 al Brisbane International. Supera le qualifiche vincendo tre partite, approdando nel main draw. Estromette al primo turno la francese e 6ª testa di serie Kristina Mladenovic in rimonda in tre set, stessa sorte nei due turni successivi batte l'estone Anett Kontaveit e la finalista della passata edizione Alizé Cornet. In semifinale supera la 7ª serie del tabellone Anastasija Sevastova in due set accedendo alla sua seconda finale in carriera, la prima dopo oltre due anni ed a livello Premier. Qui cede di schianto alla terza forza del draw, l'ucraina Elina Svitolina racimolando solo tre game. Questo risultato le permette di raggiungere il best ranking alla posizione 53, diventando la numero uno della Bielorussia, scavalcando Aryna Sabalenka. Si presenta agli Australian Open dove raggiunge per la prima volta il terzo turno venendo estromessa da Caroline Garcia. In Ungheria, dopo aver superato con facilità Roberta Vinci, viene eliminata da Petra Martić in rimonta per 4–6 nel terzo set. Agli Indian Wells viene estromessa da Caroline Wozniacki al terzo turno. Non fa meglio a Miami dove viene eliminata da Anastasija Pavljučenkova. In Svizzera viene fermata dalla futura finalista, Kirsten Flipkens al secondo turno. A Praga viene estromessa al primo turno da Kristýna Plíšková. Nel Masters di Madrid supera Danielle Collins, per poi venire sconfitta da Anett Kontaveit per 2–6 nel set decisivo. Non riesce a qualificarsi per gli Internazionali di Italia. All'Open di Francia supera senza grosse difficoltà il primo turno contro Denisa Allertová, successivamente viene eliminata da Kiki Bertens. A Maiorca viene estromessa immediatamente con un punteggio netto di 4–6 0–6 per mano di Antonia Lottner. Si presenta a Wimbledon dove per la prima volta raggiunge il quarto turno in uno Slam. È costretta ad arrendersi a Jeļena Ostapenko. Nel torneo di Mosca raggiunge la semifinale dopo aver approfittato del ritiro di Anastasija Sevastova nei quarti di finale. A fermarla è la futura vincitrice del torneo Olga Danilović. Nei tornei dell'US Open series supera le qualificazioni venendo subito estromessa da Viktória Kužmová a Cincinnati; mentre a New Haven raggiunge il secondo turno superando Kristina Mladenovic, prima di perdere contro la seconda testa di serie, Caroline Garcia. Agli US Open elimina Belinda Bencic in rimonta per 2–6 6–1 6–2 e, la testa di serie numero 11, Dar'ja Kasatkina; per poi venire sconfitta, senza vincere nemmeno un game, da Naomi Ōsaka, testa di serie nº 20 e futura campionessa. Si presenta a Tokyo, dove viene estromessa all'esordio da Anastasija Pavljučenkova. Nel torneo di Wuhan, sconfitta Elise Mertens con un doppio tie-break, viene eliminata nettamente da Mónica Puig. Non fa meglio nemmeno a Pechino, dove a superarla nel secondo turno è Karolína Plíšková. Nel torneo russo a Mosca raggiunge i quarti superando, tra le altre, la numero nove del mondo Kiki Bertens. Successivamente, viene eliminata da Johanna Konta.
Chiude l'anno al nº30 del mondo, suo best-ranking.

### 2019: annata negativa e uscita dalla top-50
Partecipa al torneo di Brisbane dove sorprendentemente elimina Elina Svitolina, numero quattro al mondo e l'avversaria che l'ha sconfitta in finale l'anno precedente in questo torneo. Tuttavia, viene sconfitta nei quarti da Donna Vekić, che le lascia solamente due games. A causa di tale sconfitta perde tre posizioni: scivola alla numero 33 del ranking. A Sydney passa i due turni di qualificazione (battendo Zidansek e Puig) e supera Darja Kasatkina (nº10 del mondo) in due set al primo turno. Al secondo si impone su Priscilla Hon in rimonta, accedendo ai quarti di finale; nella circostanza, elimina Timea Bacsinszky; torna in semifinale in un Premier dopo un anno: in questo caso non riesce ad approdare all'ultimo atto, fermata da Kvitová in due set netti (1–6 2–6). All'Australian Open vince agevolmente su Flipkens e Kontaveit prima di cedere a Pavljučenkova. In seguito, raccoglie pochi risultati positivi tra Dubai, Doha, Indian Wells e Miami: in 6 match ottiene solo due successi. 
A Madrid, la bielorussa riesce ad approdare agli ottavi dopo aver sconfitto Kontaveit e Schmiedlová; agli ottavi si arrende a Naomi Ōsaka, nº1 del mondo. A Roma e Parigi non va oltre il primo turno, soccombendo a Cibulková e Hercog. Sull'erba non coglie nemmeno una vittoria, risultando battuta contro Venus Williams a Birmingham, contro Peterson a Eastbourne e contro Halep, poi campionessa a Wimbledon. 
Dopo una breve avventura al Baltic Open (dove esce all'esordio), prende parte allo swing americano: ottiene 3 secondi turni (Cincinnati, Bronx Open e US Open) e un primo turno alla Rogers Cup. 
Nella trasferta cinese fa peggio, non riuscendo a cogliere successi in tre tornei giocati. Chiude l'anno con la finale nel WTA 125K di Limoges, dove si arrende a Ekaterina Aleksandrova (1–6 3–6). 
Termina l'anno al nº67 del mondo. 

### 2020: quarti di finale a Palermo e Linz
La bielorussa inizia l'anno a Shenzhen, ove batte Anna-Lena Friedsam prima di cedere a Qiang Wang (tds nº4) in tre set. Passa le qualificazioni per il Premier di Adelaide, imponendosi su Aoyama e Maria; al primo turno, si arrende a Danielle Collins, con un netto 3–6 2–6. Agli Australian Open perde subito dalla qualificata Greet Minnen. A Dubai supera le quali eliminando Stefani, Blinkova e Bogdan ma, al primo turno, soccombe a Kiki Mladenovic. A Doha esce al secondo turno qualificatorio per mano di Daria Kasatkina.
In seguito, il tennis è costretto a fermarsi a causa della pandemia di COVID-19 da marzo ad agosto. Vengono annullati tutti i tornei previsti per quei mesi (compreso Wimbledon) e, inoltre, i Giochi Olimpici di Tokyo vengono rimandati al 2021.
Sasnovič riprende a giocare a Palermo, dove riesce a passare le qualificazioni con tre vittorie su Komardina, Martincová (che si ritira dopo aver perso il primo set) e Arruabarrena; nel tabellone principale, estromette la quinta testa di serie del torneo Elise Mertens. Al secondo turno elimina l'italiana Jasmine Paolini, accedendo ai primi quarti di finale in stagione; nella circostanza, cede alla prima testa di serie Petra Martic in due tie-break. A Praga non riesce a superare il tabellone cadetto, battuta da Ruse al secondo turno. 
Agli US Open replica il terzo turno raggiunto nel 2018: elimina Di Lorenzo e la 12° testa di serie Vondroušová prima di perdere da Putinceva.
A Istanbul riesce a ottenere i quarti di finale estromettendo Diyas e Schmiedlová, entrambe in tre set; tra le ultime 8, viene sconfitta da Martincová. Al Roland Garros batte Friedsam prima di arrendersi a Garcia in due parziali.
Chiude la stagione a Linz, dove centra nuovamente i quarti grazie a due vittorie su Pera (8° testa di serie) e la qualificata Fett; nei quarti cede di schianto a Krejčíková, per 3–6 1–6. Termina l'annata al nº90 del ranking.

### 2021: terzo turno a Wimbledon e ottavi ad Indian Wells
Inizia l'anno ad Abu Dhabi, dove supera la qualificata Bondár all'esordio prima di perdere dalla 5ª testa di serie Muguruza in due set. Al Gippsland Trophy di Melbourne, batte Lesja Curenko in rimonta mentre, al secondo round, cede a Irina-Camelia Begu (7–5 4–6 4–6). Agli Australian Open esce di scena già al primo turno contro Anett Kontaveit, testa di serie nº21. Al Phillip Island Trophy perde al secondo turno contro la lucky loser Da Silva-Fick in tre set. A Lione, San Pietroburgo e Madrid viene eliminata al secondo round. Al WTA '125' di Saint-Malo arriva fino ai quarti, dove viene estromessa da Golubic. A Belgrado, la bielorussa batte Wang e Bucșa, giungendo ai quarti, dove viene si arrende a Osorio in due parziali. Al Roland Garros, viene superata al secondo turno da Aryna Sabalenka, con lo score di 5–7 3–6. Sull'erba, gioca a Wimbledon: al primo turno, approfitta del ritiro della pluricampionessa slam Serena Williams sul 3-3 del primo set, causa scivolata sull'erba dell'americana. Al secondo turno, elimina Nao Hibino giungendo al terzo turno del major londinese per la seconda volta in carriera. Nella circostanza, viene sconfitta da Angelique Kerber. Sul cemento americano ottiene due risultati di rilievo: centra, a Cleveland, il terzo quarto WTA della stagione con due successi su McHale e Podoroska; tra le ultime otto, perde da Begu in due set. A Indian Wells, dopo una comoda vittoria su Osorio, si impone sulla fresca trionfatrice dello US Open, Emma Raducanu, con il punteggio di 6–2 6–4. Al terzo turno, batte Simona Halep per 7–5 6–4, approdando agli ottavi del '1000' per la prima volta in carriera. Nella circostanza, cede ad Azaranka. 
Chiude l'anno al n°91 del mondo. 

### 2022: 4ª finale WTA
Inizia il 2022 al torneo di Melbourne passando le qualificazioni dopo aver battuto in due set prima la wildcard australiana Tjandramulia e poi l'ucraina Curenko. Nel tabellone principale vince contro Wang Xinyu e Rebecca Peterson. Ai quarti incontra Clara Tauson e passa il turno dopo aver vinto il primo set, a causa del ritiro della danese. Raggiunge le semifinali ed estromette la settima testa di serie Anni Li in tre set, approdando in finale, la quarta della carriera. Nella circostanza, Aljaksandra perde da Amanda Anisimova, con il punteggio di 5–7 6–1 4–6. All'Australian Open, viene sconfitta al primo turno dalla cinese Zheng al tie-break del terzo set. Successivamente, partecipa al torneo di San Pietroburgo: elimina Magda Linette e Jaqueline Cristian, approdando al secondo quarto di finale della stagione; nella circostanza, si arrende a JeĮena Ostapenko in tre set. A Doha passa le qualificazioni, superando Bogdan e Flipkens; al primo turno, si impone su Zhang, mentre, al secondo round, cede alla n°8 del seeding Ons Jabeur. A Indian Wells viene sconfitta al secondo turno da Kvitová in tre parziali; a Miami, prevale su Wang e la testa di serie n°25 Kasatkina per poi vincere su Begu in tre ore di gioco; Sasnovič raggiunge gli ottavi in Florida per la prima volta in carriera: nella circostanza, viene eliminata da Belinda Bencic. Grazie all'ottimo inizio di stagione, rientra stabilmente tra le prime 100 del mondo, piazzandosi al 50º posto ad aprile.

## Statistiche WTA

### Singolare

#### Sconfitte (5)
| Legenda               | Legenda      |
| --------------------- | ------------ |
| Grande Slam (0)       |              |
| Argenti Olimpici (0)  |              |
| WTA Finals (0)        |              |
| WTA Elite Trophy (0)  |              |
| Dal 2009 al 2020      | Dal 2021     |
| Premier Mandatory (0) | WTA 1000 (0) |
| Premier 5 (0)         | WTA 1000 (0) |
| Premier (1)           | WTA 500 (0)  |
| International (1)     | WTA 250 (3)  |

| N. | Data              | Torneo                           | Superficie  | Avversaria in finale | Punteggio     |
| 1. | 27 settembre 2015 | Korea Open, Seul                 | Cemento     | Irina-Camelia Begu   | 3–6, 1–6      |
| 2. | 6 gennaio 2018    | Brisbane International, Brisbane | Cemento     | Elina Svitolina      | 2–6, 1–6      |
| 3. | 9 gennaio 2022    | Melbourne Summer Set, Melbourne  | Cemento     | Amanda Anisimova     | 5–7, 6–1, 4–6 |
| 4. | 27 agosto 2022    | Tennis in the Land, Cleveland    | Cemento     | Ljudmila Samsonova   | 1–6, 3–6      |
| 5. | 21 luglio 2024    | Hungarian Grand Prix, Budapest   | Terra rossa | Diana Šnajder        | 4–6, 4–6      |

### Doppio

#### Sconfitte (1)
| Legenda              |
| -------------------- |
| Grande Slam (0)      |
| Argenti Olimpici (0) |
| WTA Finals (0)       |
| WTA Elite Trophy (0) |
| Dal 2021             |
| WTA 1000 (0)         |
| WTA 500 (0)          |
| WTA 250 (1)          |

| N. | Data            | Torneo                    | Superficie | Compagna           | Avversarie in finale      | Punteggio        |
| 1. | 15 ottobre 2023 | Hong Kong Open, Hong Kong | Cemento    | Oksana Kalašnikova | Tang Qianhui Tsao Chia-yi | 5–7, 6–1, [9–11] |

## Circuito WTA 125

### Singolare

#### Sconfitte (1)
| N. | Data             | Torneo                   | Superficie  | Avversaria in finale   | Punteggio |
| 1. | 22 dicembre 2019 | Open de Limoges, Limoges | Cemento (i) | Ekaterina Aleksandrova | 1–6, 3–6  |

## Statistiche ITF

### Singolare

#### Vittorie (9)
| Torneo $100.000 (1) |
| Torneo $80.000 (0)  |
| Torneo $75.000 (0)  |
| Torneo $60.000 (0)  |
| Torneo $50.000 (1)  |
| Torneo $25.000 (4)  |
| Torneo $15.000 (0)  |
| Torneo $10.000 (5)  |

| N.  | Data             | Torneo                                                      | Superficie  | Avversaria in finale | Score         |
| 1.  | 16 ottobre 2011  | Torneo Internazionale Femminile Città di Cagliari, Cagliari | Terra rossa | Anne Schäfer         | 6–4, 6–3      |
| 2.  | 15 aprile 2012   | Eurotools Cup, Pomezia                                      | Terra rossa | Ioana Raluca Olaru   | 0–6, 6–1, 6–1 |
| 3.  | 2 settembre 2012 | Kivenappa Ladies Cup, San Pietroburgo                       | Terra rossa | Polina Vinogradova   | 1–6, 6–3, 6–0 |
| 4.  | 11 novembre 2012 | Pavlov Cup, Minsk                                           | Cemento (i) | Ljudmyla Kičenok     | 6–0, 7–6(4)   |
| 5.  | 10 marzo 2013    | Netanya Open, Netanya                                       | Cemento     | Amandine Hesse       | 6–2, 7–5      |
| 6.  | 17 marzo 2013    | Netanya Open, Netanya                                       | Cemento     | Polina Vinogradova   | 6–3, 3–6, 6–4 |
| 7.  | 31 marzo 2013    | SEB Tallink Open, Tallinn                                   | Cemento (i) | Nadežda Kičenok      | 7–6(3), 6–2   |
| 8.  | 27 ottobre 2013  | Internationaux Féminins de la Vienne, Poitiers              | Cemento (i) | Sofia Arvidsson      | 6–1, 5–7, 6–4 |
| 9.  | 3 novembre 2013  | Open GDF SUEZ Nantes Atlantique, Nantes                     | Cemento (i) | Magda Linette        | 4–6, 6–4, 6–2 |
| 10. | 23 febbraio 2014 | Winter Moscow Open, Mosca                                   | Cemento (i) | Anett Kontaveit      | 6–3, 6–2      |
| 11. | 8 giugno 2014    | Internazionali Femminili di Tennis di Brescia, Brescia      | Terra rossa | Renata Voráčová      | 6–4, 6–1      |

### Doppio

#### Vittorie (7)
| Torneo $100.000 (0) |
| Torneo $80.000 (0)  |
| Torneo $75.000 (0)  |
| Torneo $60.000 (0)  |
| Torneo $50.000 (1)  |
| Torneo $25.000 (3)  |
| Torneo $15.000 (0)  |
| Torneo $10.000 (3)  |

| N. | Data             | Torneo                                        | Superficie  | Compagna             | Avversarie in finale                    | Score               |
| 1. | 26 febbraio 2012 | SEB Tallink Open, Tallinn                     | Cemento (i) | Lou Brouleau         | Ol'ga Kaljužnaja Jaimy-Gayle van de Wal | 6–3, 6–2            |
| 2. | 11 novembre 2012 | Pavlov Cup, Minsk                             | Cemento (i) | Kacjaryna Dzehalevič | Ljudmyla Kičenok Nadežda Kičenok        | 1–6, 6–2, [10–3]    |
| 3. | 10 marzo 2013    | Netanya Open, Netanya                         | Cemento     | Polina Lejkina       | Natela Dzalamidze Aminat Kushkhova      | 2–6, 7–6(4), [10–8] |
| 4. | 17 marzo 2013    | Netanya Open, Netanya                         | Cemento     | Polina Lejkina       | Lu Jiajing Lu Jiaxiang                  | 6–1, 6–2            |
| 5. | 28 aprile 2013   | ITF Women's Circuit Chiasso, Chiasso          | Terra rossa | Diāna Marcinkēviča   | Nicole Clerico Giulia Gatto-Monticone   | 6(2)–7, 6–4, [10–7] |
| 6. | 15 novembre 2013 | Pavlov Cup, Minsk                             | Cemento (i) | Ilona Kramen'        | Anna Danilina Ol'ga Dorošina            | 7–6(3), 6–0         |
| 7. | 23 febbraio 2015 | St. Petersburg Ladies Trophy, San Pietroburgo | Cemento (i) | Viktorija Golubic    | Stéphanie Foretz Ana Vrljić             | 6–4, 7–5            |

#### Sconfitte (2)
| Torneo $100.000 (0) |
| Torneo $80.000 (0)  |
| Torneo $75.000 (2)  |
| Torneo $60.000 (0)  |
| Torneo $50.000 (0)  |
| Torneo $25.000 (0)  |
| Torneo $15.000 (0)  |
| Torneo $10.000 (0)  |

| N. | Data            | Torneo                                     | Superficie  | Compagna           | Avversarie in finale             | Score    |
| 1. | 4 novembre 2012 | AEGON Pro Series Barnstaple, Barnstaple    | Cemento (i) | Diāna Marcinkēviča | Akgul Amanmuradova Vesna Dolonc  | 3–6, 1–6 |
| 2. | 3 febbraio 2013 | Vanessa Phillips Women's Tournament, Eilat | Cemento     | Corinna Dentoni    | Alla Kudrajvceva Elina Svitolina | 1–6, 3–6 |

## Risultati in progressione
| Sigla | Risultato               |
| ----- | ----------------------- |
| V     | Vincitore               |
| F     | Finalista               |
| SF    | Semifinalista           |
| O     | Oro olimpico            |
| A     | Argento olimpico        |
| SF    | Bronzo olimpico         |
| QF    | Quarti di Finale        |
| 4T    | Quarto turno            |
| 3T    | Terzo turno             |
| 2T    | Secondo turno           |
| 1T    | Primo turno             |
| RR    | Round Robin             |
| LQ    | Turno di qualificazione |
| A     | Assente                 |
| ND    | Non disputato           |

| Legenda superfici    |
| -------------------- |
| Cemento              |
| Terra battuta        |
| Erba                 |
| Superficie variabile |

### Singolare nei tornei del Grande Slam
| Torneo          | 2014 | 2015 | 2016 | 2017 | 2018 | 2019 | 2020 | 2021 | 2022 | 2023 | Titoli | V-S   | V%  |
| --------------- | ---- | ---- | ---- | ---- | ---- | ---- | ---- | ---- | ---- | ---- | ------ | ----- | --- |
| Australian Open | Q1   | Q1   | 2T   | 1T   | 3T   | 3T   | 1T   | 1T   | 1T   | 2T   | 0 / 8  | 6-8   | 43% |
| Open di Francia | Q1   | Q1   | 1T   | 2T   | 2T   | 1T   | 2T   | 2T   | 4T   | 1T   | 0 / 8  | 7-8   | 47% |
| Wimbledon       | Q2   | 2T   | 2T   | 1T   | 4T   | 1T   | ND   | 3T   | A    | 2T   | 0 / 7  | 8-7   | 53% |
| US Open         | 2T   | 1T   | 1T   | 2T   | 3T   | 2T   | 3T   | 1T   | 2T   | 1T   | 0 / 10 | 8-10  | 44% |
| Totale          | 1-1  | 1-2  | 2-4  | 2-4  | 8-4  | 3-4  | 3-3  | 3-4  | 4-3  | 2-4  | 0 / 34 | 29-34 | 46% |

### Doppio nei tornei del Grande Slam
| Torneo          | 2014 | 2015 | 2016 | 2017 | 2018 | 2019 | 2020 | 2021 | 2022 | 2023 | Titoli | V-S   | V%  |
| --------------- | ---- | ---- | ---- | ---- | ---- | ---- | ---- | ---- | ---- | ---- | ------ | ----- | --- |
| Australian Open | A    | A    | A    | A    | A    | 3T   | 3T   | 1T   | 1T   | 3T   | 0 / 5  | 6-5   | 55% |
| Open di Francia | A    | A    | A    | A    | 3T   | 1T   | QF   | 1T   | 1T   | A    | 0 / 5  | 5-5   | 50% |
| Wimbledon       | A    | A    | Q1   | Q1   | 1T   | 2T   | ND   | 1T   | A    | 1T   | 0 / 4  | 1-4   | 20% |
| US Open         | A    | A    | A    | A    | 1T   | SF   | 1T   | 1T   | 2T   | 1T   | 0 / 6  | 5-6   | 45% |
| Totale          | 0-0  | 0-0  | 0-0  | 0-0  | 2-3  | 7-4  | 5-3  | 0-4  | 1-3  | 2-3  | 0 / 20 | 17-20 | 46% |

## Vittorie contro giocatrici Top 10
| Stagione | 2016 | 2017 | 2018 | 2019 | 2020 | 2021 | Totale |
| -------- | ---- | ---- | ---- | ---- | ---- | ---- | ------ |
| Vittorie | 1    | 0    | 2    | 2    | 0    | 1    | 6      |

| #    | Giocatrice        | Ranking | Evento                           | Superficie  | Turno | Punteggio     | Rank. ASR |
| ---- | ----------------- | ------- | -------------------------------- | ----------- | ----- | ------------- | --------- |
| 2016 |                   |         |                                  |             |       |               |           |
| 1.   | Karolína Plíšková | 6       | Pan Pacific Open, Tokyo          | Cemento     | 2T    | 6–4, 6–2      | 107       |
| 2018 |                   |         |                                  |             |       |               |           |
| 2.   | Petra Kvitová     | 7       | Torneo di Wimbledon, Londra      | Erba        | 1T    | 6–4, 4–6, 6–0 | 50        |
| 3.   | Kiki Bertens      | 10      | Kremlin Cup, Mosca               | Cemento (i) | 2T    | 6–3, 4–6, 6–3 | 31        |
| 2019 |                   |         |                                  |             |       |               |           |
| 4.   | Elina Svitolina   | 4       | Brisbane International, Brisbane | Cemento     | 2T    | 6–4, 0–6, 6–3 | 30        |
| 5.   | Dar'ja Kasatkina  | 10      | Sydney International, Sydney     | Cemento     | 1T    | 6–1, 6–4      | 33        |
| 2021 |                   |         |                                  |             |       |               |           |
| 6.   | Serena Williams   | 8       | Torneo di Wimbledon, Londra      | Erba        | 1T    | 3–3 rit.      | 100       |